# Ішії Амі
Амі Ішії (яп. 石井亜海; нар. 11 грудня 2002, префектура Ґумма) — японська борчиня вільного стилю, срібна призерка чемпіонату світу, чемпіонка Азії.

## Життєпис
Закінчила середню школу Оїдзумі Кіта в Ґуммі та середню школу Абе Гакуїн у Токіо. Навчається в Академії Ота, Ґумма.
У 2019 році стала чемпіонкою Азії серед кадетів. У 2022 році стала чемпіонкою світу серед молоді та дебютувала на світовій першості на дорослому рівні, здобувши срібну нагороду. Наступного року стала чемпіонкою Азії, але на чемпіонаті світу виступила невдаліше, посівши лише п'яте місце.

## Спортивні результати на міжнародних змаганнях

### Виступи на Чемпіонатах світу
| Змагання                        | Збірна | Вагова категорія          | Місце  |
| ------------------------------- | ------ | ------------------------- | ------ |
| Чемпіонат світу з боротьби 2022 | Японія | жіноча боротьба, до 68 кг | Срібло |
| Чемпіонат світу з боротьби 2023 | Японія | жіноча боротьба, до 68 кг | 5      |

### Виступи на Чемпіонатах Азії
| Змагання                       | Збірна | Вагова категорія          | Місце  |
| ------------------------------ | ------ | ------------------------- | ------ |
| Чемпіонат Азії з боротьби 2023 | Японія | жіноча боротьба, до 68 кг | Золото |

### Виступи на інших змаганнях
| Змагання                         | Збірна | Вагова категорія          | Місце  |
| -------------------------------- | ------ | ------------------------- | ------ |
| Чемпіонат Японії з боротьби 2019 | Японія | жіноча боротьба, до 62 кг | Золото |
| Klippan Lady Open 2020           | Японія | жіноча боротьба, до 65 кг | Золото |
| Чемпіонат Японії з боротьби 2020 | Японія | жіноча боротьба, до 62 кг | 4      |

### Виступи на змаганнях молодших вікових груп
| Змагання                                     | Збірна | Вагова категорія          | Місце  |
| -------------------------------------------- | ------ | ------------------------- | ------ |
| Чемпіонат Азії з боротьби серед кадетів 2019 | Японія | жіноча боротьба, до 65 кг | Золото |
| Чемпіонат світу з боротьби серед молоді 2022 | Японія | жіноча боротьба, до 68 кг | Золото |